# Georges Franju
Georges Franju (ʒɔʁʒ fʁɑ̃ʒy, ur. 12 kwietnia 1912 w Fougères, zm. 5 listopada 1987 w Paryżu) – francuski reżyser i scenarzysta filmowy.

## Życiorys
Franju był związany z kinematografią francuską już od początków lat 30. XX w. W 1936 współtworzył wraz z Henrim Langlois filmotekę narodową Cinématheque Française. Od 1949 realizował filmy dokumentalne, wśród nich Krew zwierząt (Le sang des bêtes, 1949) oraz (Hôtel des Invalides, 1952).
W 1959 zwrócił się ku fabule, realizując debiut pełnometrażowy Głową o mur (La tête contre les murs) o młodzieńcu skazanym na stopniową izolację w zakładzie psychiatrycznym. W 1960 nakręcił Oczy bez twarzy (Les yeux sans visage), horror poświęcony chirurgowi, który pragnąc pomóc oszpeconej córce, przeszczepia jej skórę twarzy swoich ofiar. Później zwrócił się ku adaptacjom, wśród których znajdują się nagrodzona na MFF w Wenecji Thérèse Desqueyroux (1962) na podstawie powieści François Mauriaca oraz Judex albo zbrodnia doskonała (Judex, 1963) na podstawie serii filmowej Louisa Feuillade'a.